# Sint-Niklaaskerk (Westkapelle)
De Sint-Niklaaskerk is een kerkgebouw in het Belgische dorp Westkapelle.

## Historiek
In de 11e eeuw stonden er vier kapellen in de parochie Oostkerk waarvan een in Westkapelle dat rond 1235 een onafhankelijke parochie werd. In de 12e eeuw verving men de kapel door een vroeggotische kerk, in de 13e eeuw vervangen door een gebouw met vieringtoren en transept die bewaard bleven.
In 1405, tijdens de Honderdjarige Oorlog, staken Engelse soldaten de kerktoren in brand. De Vier Leden van Vlaanderen zagen hun economische belangen geschaad en zorgden voor de heropbouw in 1409-1413. De toren was immers een baken voor koopvaardijschepen die het Zwin binnen zeilden. In de 16 eeuw waren godsdiensttroebelen oorzaak van verwoesting van de kerk. Het schip werd in die periode niet heropgebouwd. In 1675 brandde de toren af na blikseminslag; herstel gebeurde pas in 1710. Sluiting van de kerk en verkoop van de roerende goederen ten tijde van de Franse Revolutie was de volgende tegenslag. De heropening van de kerk kon in 1802. In 1808 kocht men een kerkorgel van Van Peteghem aan. Een volgend herstel van de kerktoren kwam er in 1837-1838. Prenten van rond het einde van de 19e eeuw tonen een kerk met een toren zonder spits.
Bij het begin van de 20e eeuw verlengde men de drie beuken van de kerk omwille van plaatsgebrek en herstelde men opnieuw de vieringtoren die een nieuwe spits kreeg. Men verving de plafonds uit 1782-1784 door een houten spitstongewelf en het grootste gedeelte van het barokarchitectuur interieur werd verwijderd.

## Brand in 2013 en heropbouw
Dakwerken waren de oorzaak van een verwoestende brand op 26 maart 2013, waarbij onder andere de kerktoren instortte. De kerk werd danig zwaar beschadigd dat de muren moesten worden gestut. Zestig omwonenden werden geëvacueerd.
De heropbouw van de kerk werd aangevangen in 2018. In december 2019 werd de kerk opgeleverd. Bij de heropbouw werden zowel oude elementen hersteld, als moderne toegevoegd.